# 新宿住友ビルディング
新宿住友ビルディング（しんじゅくすみともビルディング）は、東京都新宿区西新宿の新宿新都心の一角にある超高層ビル。

## 概要
淀橋浄水場跡に造成された8号地を住友不動産が取得。同社、住友生命および住友グループが超高層ビルの開発に取り組み、1971年11月に着工。工期の最中にはオイルショックに直面するなどしたが、5カ月の工期短縮を図り、1974年3月に竣工した。1982年に新宿NSビル（新宿区西新宿）に移転するまで、住友不動産の本社所在地であった。通常は新宿住友ビルと呼ばれるが、単に住友ビルなどのほか、その三角柱状の形態に由来する三角ビルなどの愛称もある。「地震に強い竹筒構造」のため、中心部は吹き抜けとなり、周辺部のみがフロアとなっている。
西新宿高層ビル街の草分け的存在で、完成当時日本一の高さを誇り、オフィスだけではなく、飲食物販・スポーツ・カルチャーなど複合商業ビルとして企画されたことが画期的だった。また、新宿住友ビルは日本の高層ビルでは初めて200mの高さを超えたビルであり、この新宿住友ビルを皮切りに、以降、新宿を始め、東京各地、神奈川県横浜市、大阪府大阪市、愛知県名古屋市などに200m級の高層ビルが建つようになった。
建物の老朽化に伴い、2017年から大規模改修に入り、2020年6月から改修によって整備された施設店舗が順次開業した（下記参照）。
ビルはオフィスフロアのほか、下層部に改修で新たに導入された「ショップ&レストラン」街（地下1階 - 地上2階）、改修に併せリニューアルとなった「朝日カルチャーセンター 新宿教室」（10・11階）、中層部に「平和祈念展示資料館」（33階）、上層部の「展望レストラン街」（49・51階）などで構成される。
ビル固有の郵便番号は163-02xx（xxは階層。地下及び階層不明は90）。

## 証券化
不動産の流動化などを目的とする資産の流動化に関する法律（特定目的会社法）が1998年9月に施行されたことを受け、住友不動産は有利子負債の削減を目的に、60%保有していた新宿住友ビルを2000年に証券化して売却し、2005年6月、発行した資産担保証券や借入金が償還を迎えるため、同社は償還資金として再度の証券化で1360億円を調達している。

## 大規模改修
西新宿はオフィス街であることから、平日に比べて休日は人が少ない。このため、ビルの足元の広い空間である「三角広場」に大屋根を設け、天候によらずイベントができる場を作ろうという構想を20年ほど前から住友不動産は練ってきたが、規制が多く、実現しなかった。しかし、東日本大震災の発生を機に、災害時の一時滞在施設としても使えることから、空間の屋内化に向けた規制緩和が進んだ。
それを受け、同社は国家戦略特区の枠組みを活用し特定街区の都市計画を変更することで、ビルの機能更新・設備リニューアルに併せて、「国際会議場施設（新宿住友ホール）」と日本最大級の「全天候型屋内アトリウム広場」を新たに整備する方針を決定。2017年9月に改修に着手し、2020年６月1日にMICE施設・新宿住友ホールや全天候型イベントスペース「三角広場」が開業した。2021年度グッドデザイン賞受賞。
整備された三角広場は、地震などの有事が起こった際には帰宅困難者の一時滞在施設として2,850名を受け入れるほか、建物改修工事によって、制振補強による耐震性強化など、BCP性能やターミナルシティにおける防災対応力が高められた。そのほか、地下1階 - 地上2階に新たに導入された「ショップ&レストラン」は、新規出店および高層階からの移転を含め全26店舗が出店している。
新宿住友ホールの運営などは、住友不動産ベルサールが担当する。

## 主なテナント・スポット

### 主なスポット
- 展望レストラン街：49・51階で2店が営業する。
- 淀橋浄水場の弁：1898年から1965年まで、この地に淀橋浄水場があった記念として直径1000ミリメートル（＝1メートル）の上水道制水弁（バルブ）が展示されている。
- 恋弁天：1975年設置、1996年に出雲大社から勧請した。

### かつて存在したスポット
- 無料展望ロビー：51階に開設されていたが、2017年3月で閉鎖。
- WILLERバスターミナル新宿西口：1 - 2階のうち1階は待合ロビー兼改札口となっており、WILLER EXPRESSなどの高速バスの発車場だったが、バスタ新宿の開業を受け、新宿地区の高速バス乗り場が集約されることに伴い、2016年4月3日で営業を終了した。
- ドゥ・スポーツプラザ新宿：2008年までビル北側の地下（新宿住友ビル別館）で営業していた。
- 住友三角街：開業時は1階が宝石店街、地下1階が専門店街だった[12]。2003年頃から撤退が相次ぎ、住友不動産系の事務室などだけとなり、大規模改修に入るために閉鎖となる。
- 三角広場（大規模改修前）：各種イベントに用いられ、地方の物産観光市や薪能などのほか[1]、2015年8月からは丸一年、毎週水曜・木曜にマルシェが開かれていた[13]。

## エレベーター
2017年9月から行われた大規模改修工事に併せてエレベーターなども更新され、更新前は「三菱」と「日立」製の二種が存在したが更新後は全てのエレベーターが「三菱:ネクスキューブ」へと統一された。2023年10月頃に更新工事が完全に終了した。

## フィクションへの登場
『仮面ライダー』（1972年）
第84話で建設中の光景が空撮によって映される。
『ウルトラマンレオ』（1975年）
第48話でサタンモアに攻撃され、倒壊をウルトラマンレオが阻止しようとするが、人々の避難が完了した直後にサタンモアの激突によって上半分が崩壊する。まもなく、下半分もレオの光線で撃ち落とされたサタンモアに再び激突され、爆発した。
『ゴジラ』（1984年版）
ゴジラに押し倒され、すぐそばに不時着していたスーパーXが下敷きとなった。
撮影当初は住友ビルを壊す予定ではなく、製作の田中友幸からの提案により追加された。特技監督の中野昭慶は、破壊シーンが好きな田中からの切なる願いであったと述懐している。ミニチュアも倒す予定ではなかったため鉄骨を入れた頑丈な作りとなっており、特殊美術助手の好村直行は不自然な倒れ方になったことが心残りであったと語っている。このシーンについてビル関係者から抗議があったことを当時の新聞が報じている。
『ULTRAMAN』（2004年）
飛行中のウルトラマンに対して放たれた怪獣の攻撃が被弾した。
『ドラえもん のび太と鉄人兵団』（1985年）
鏡面世界の新宿でしずかが巨大ロボット・ザンダグロスの武装で誤って破壊した。

## アクセス
- 新宿駅より徒歩8分
- 都営大江戸線都庁前駅A6出口より徒歩0分
- 地下鉄丸ノ内線西新宿駅より徒歩6分
- 駐車場:あり（有料）

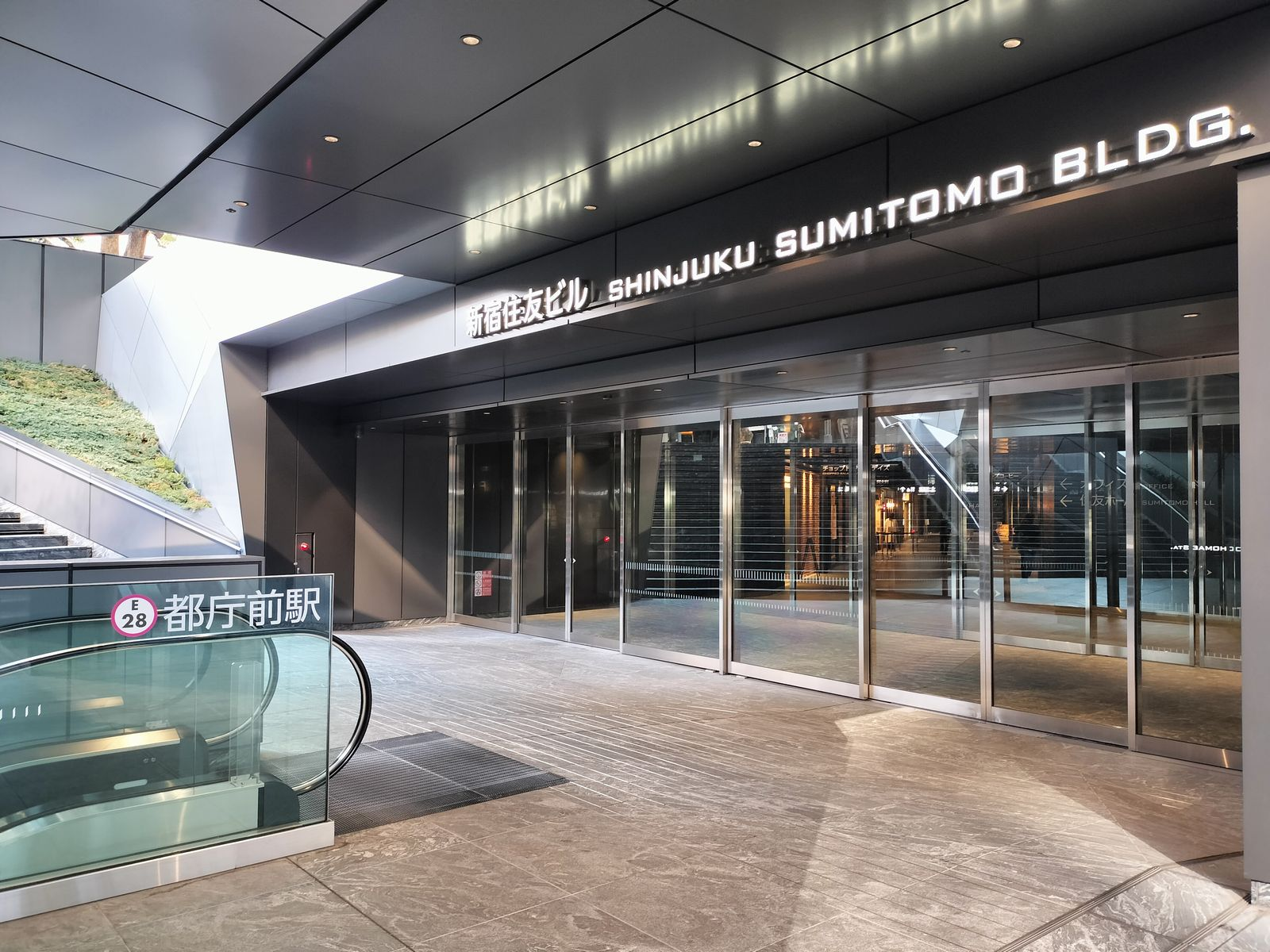
都庁前駅と直結している
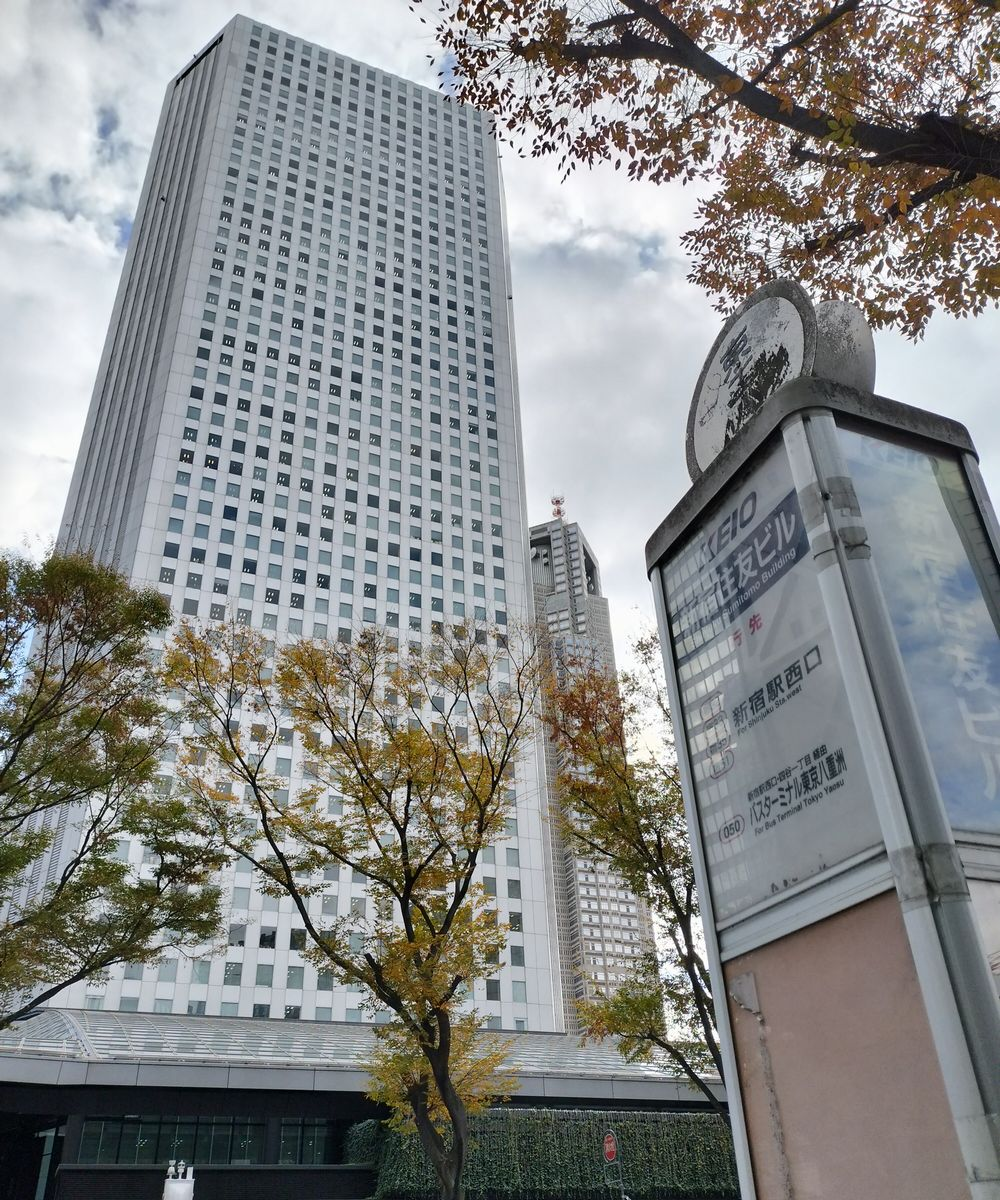
新宿住友ビル停留所

## ギャラリー

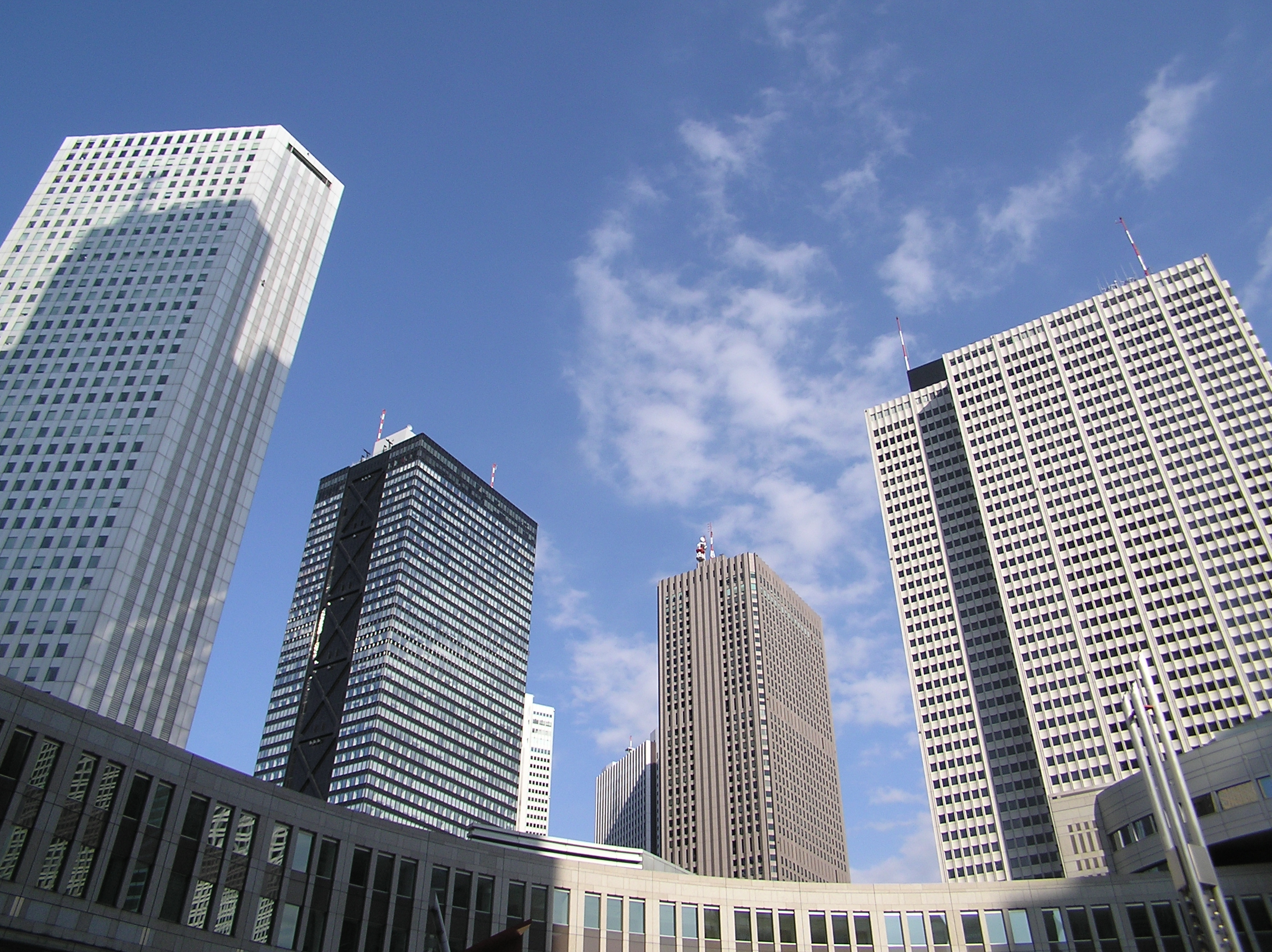
都議会前広場から望む近隣の高層ビル群。左側が新宿住友ビルディング。
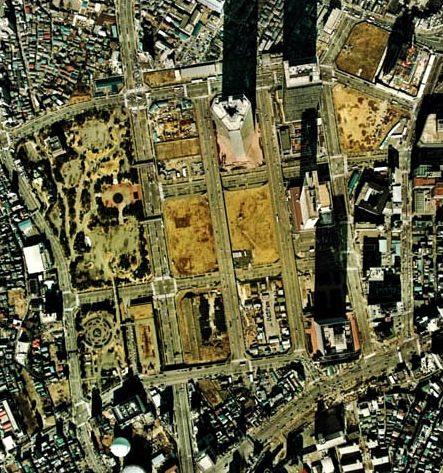
完成直後の航空写真。六角形の平面形が確認できる。国土交通省 国土地理院 地図・空中写真閲覧サービスの空中写真を基に作成
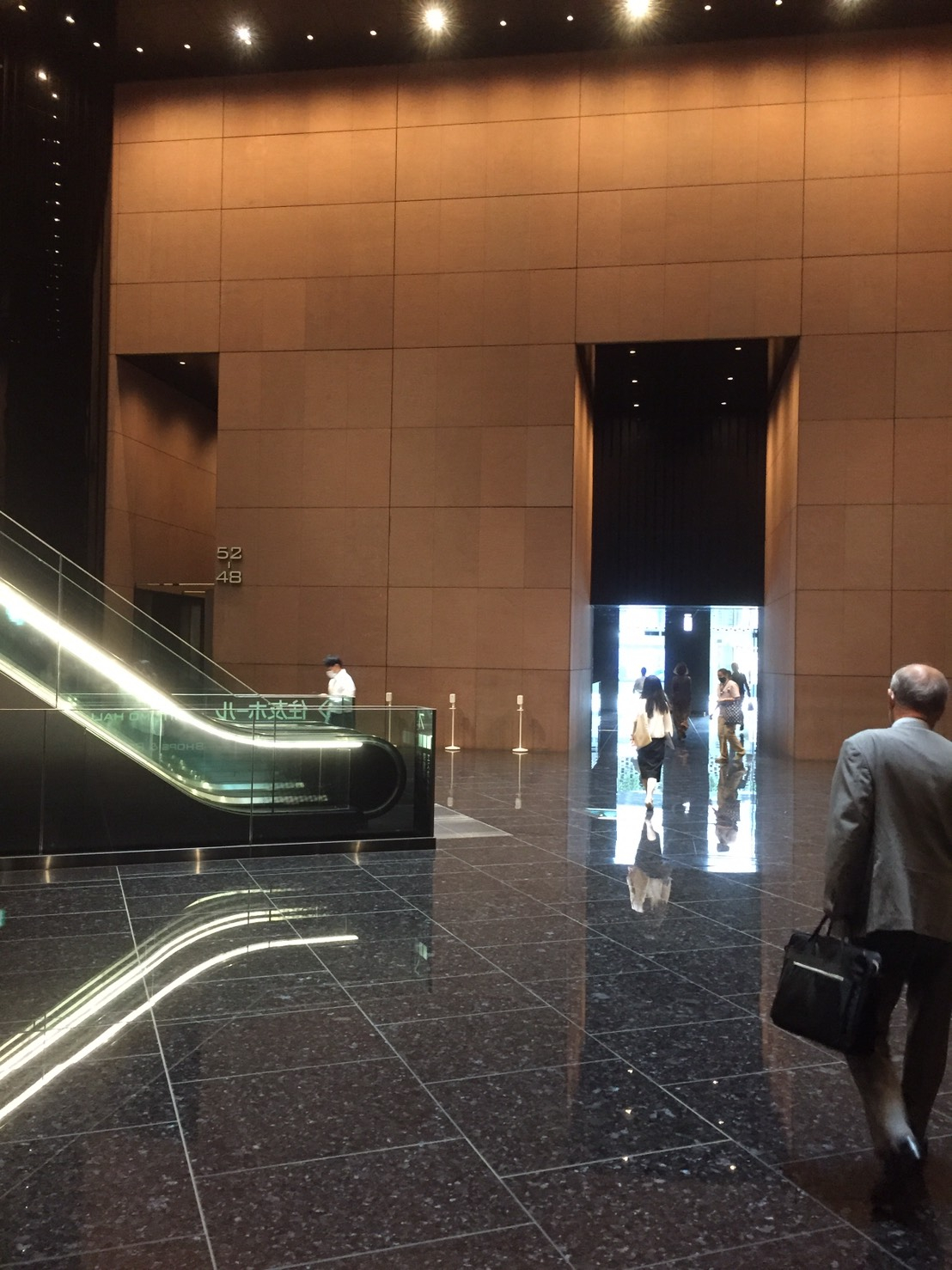
1階の様子
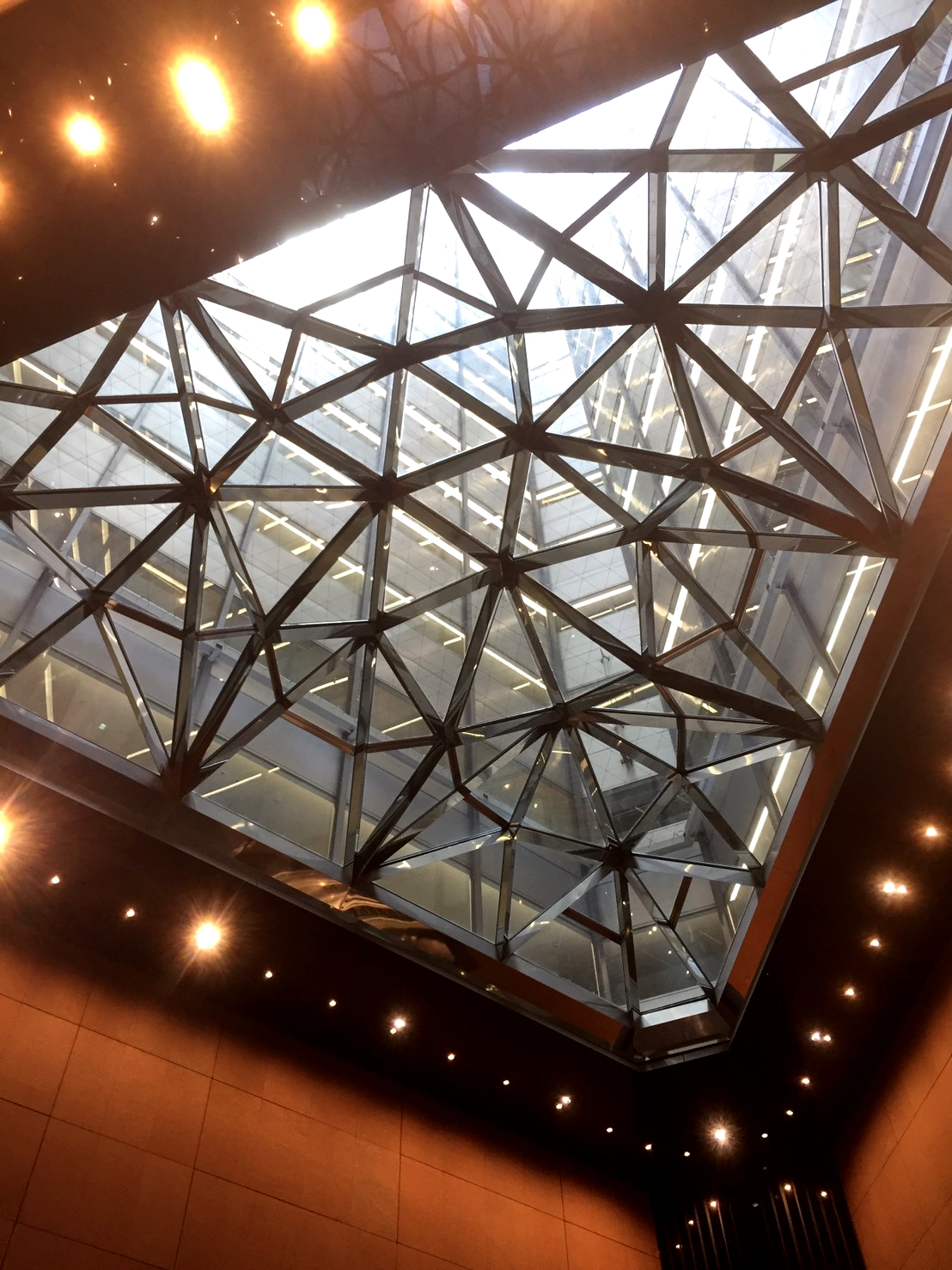
1階から見上げた吹き抜け
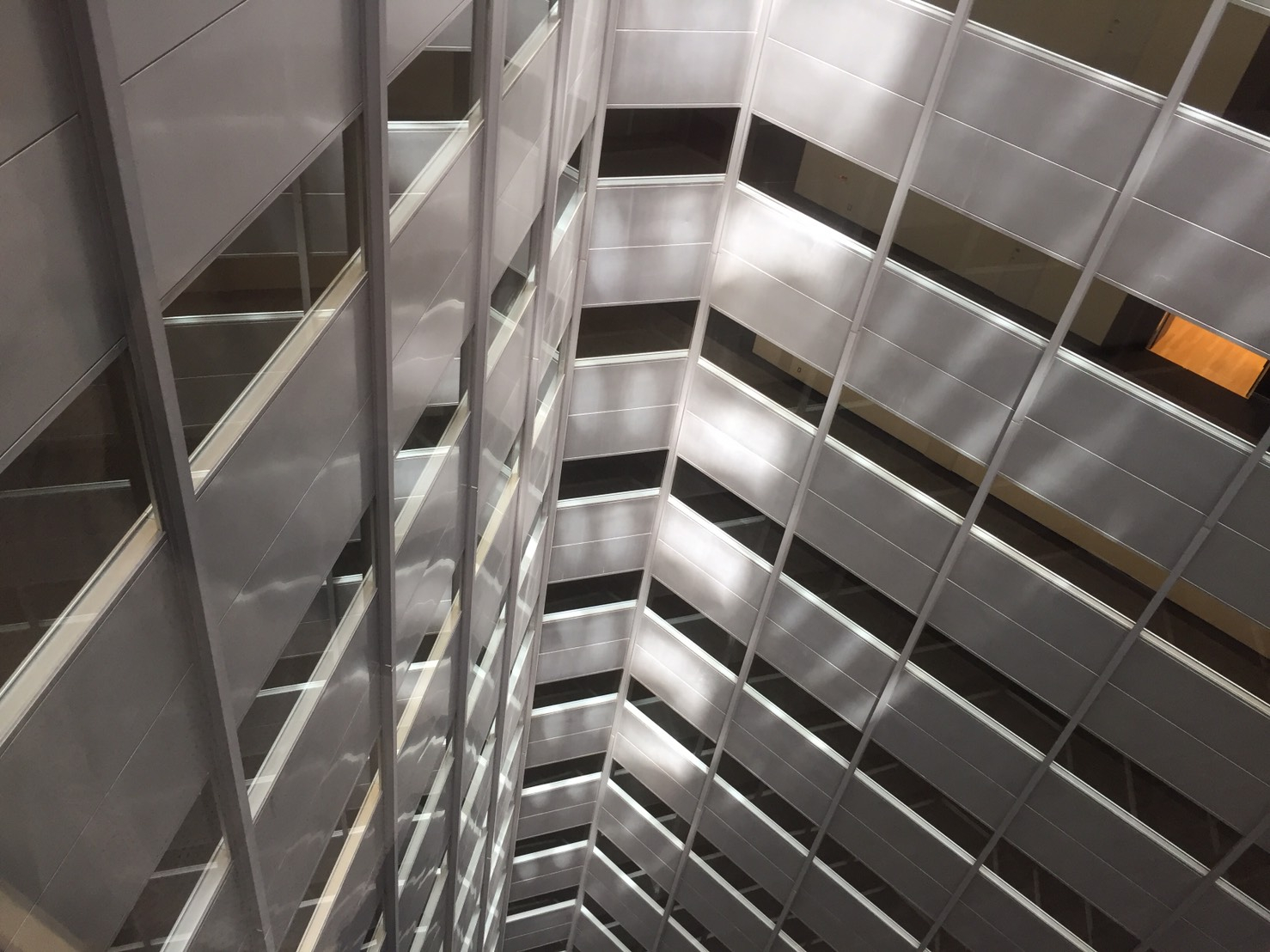
内部から見た吹き抜け
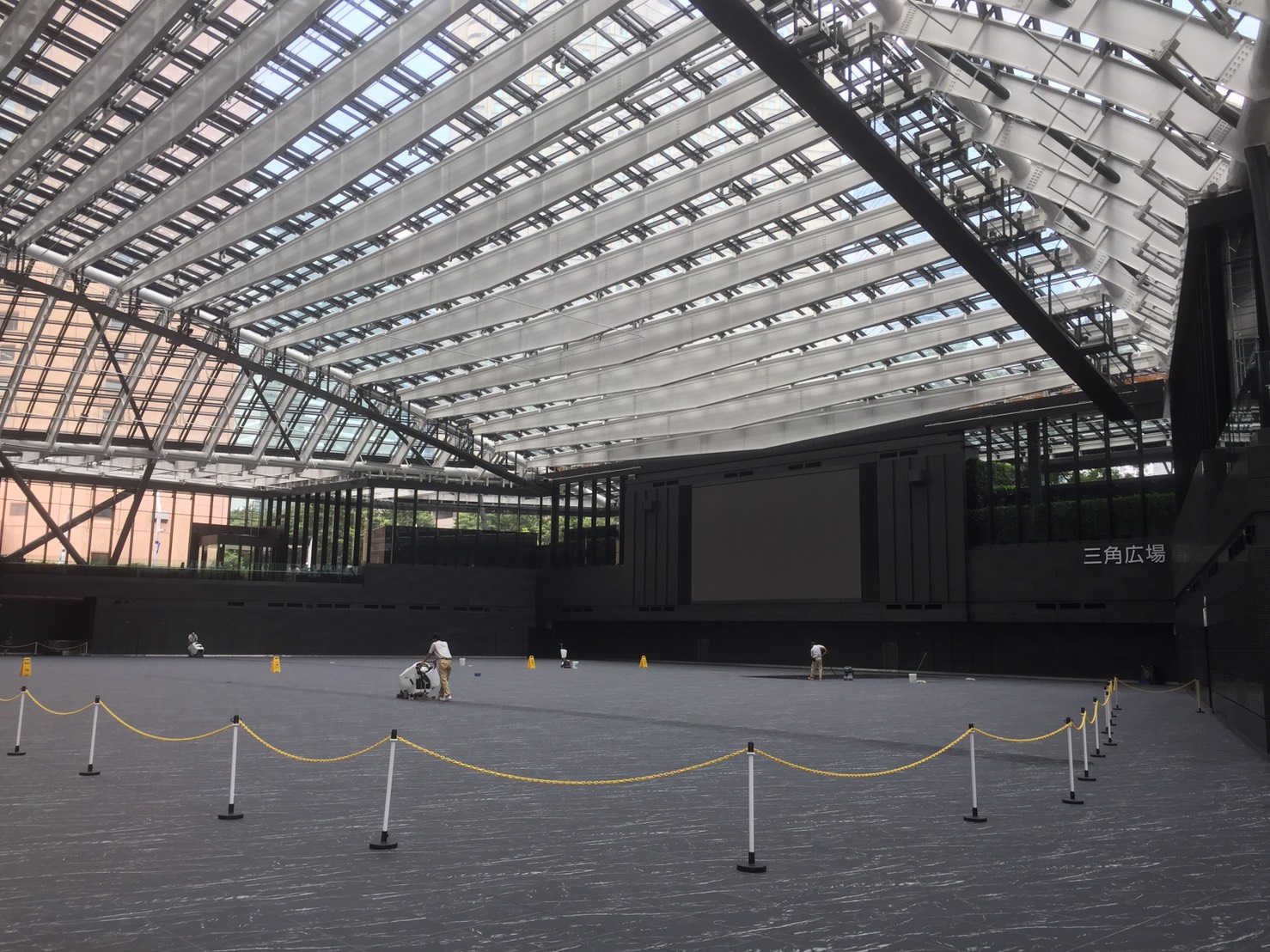
三角広場
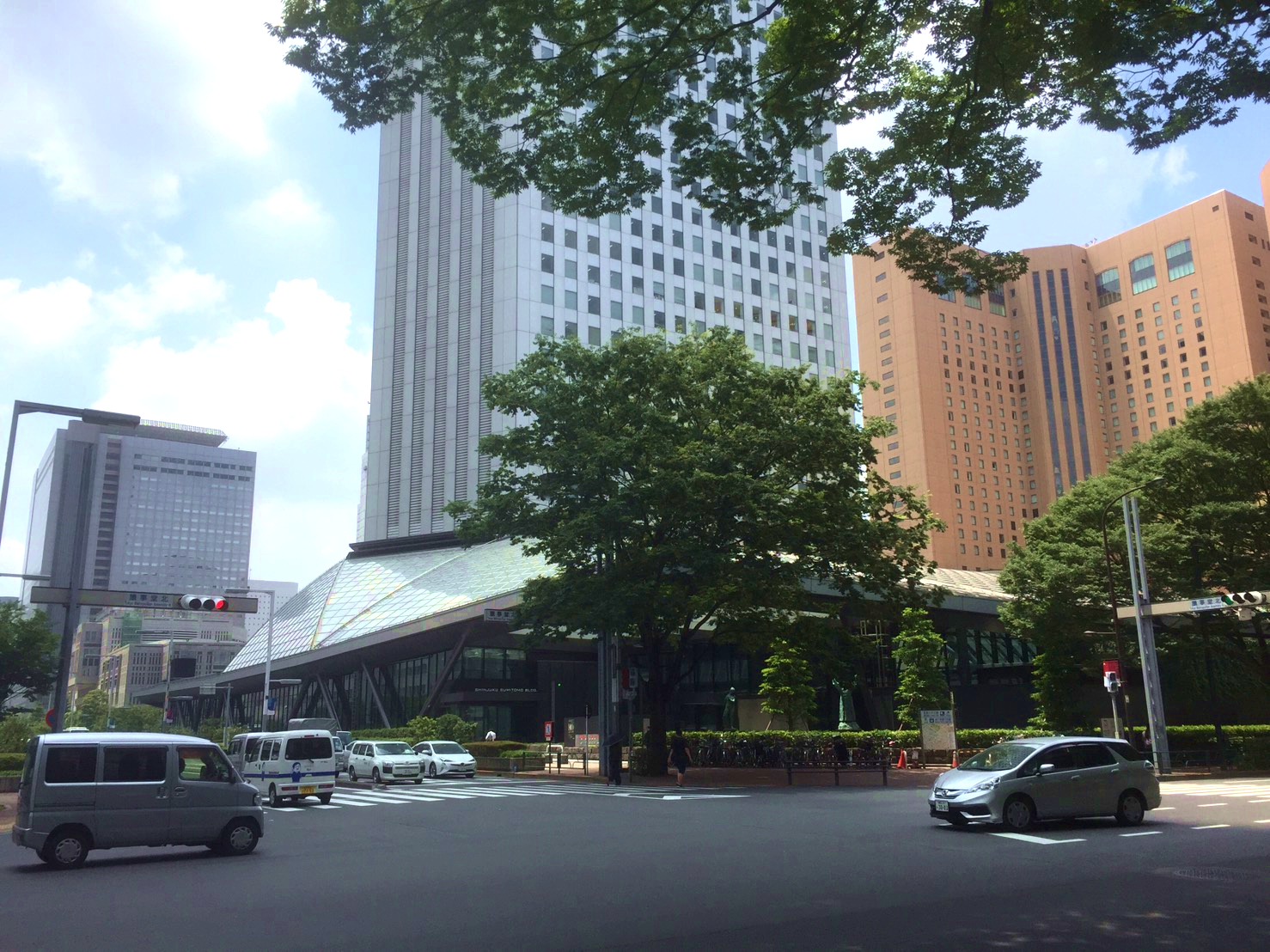
地上からの様子。三角広場の上部が見える。
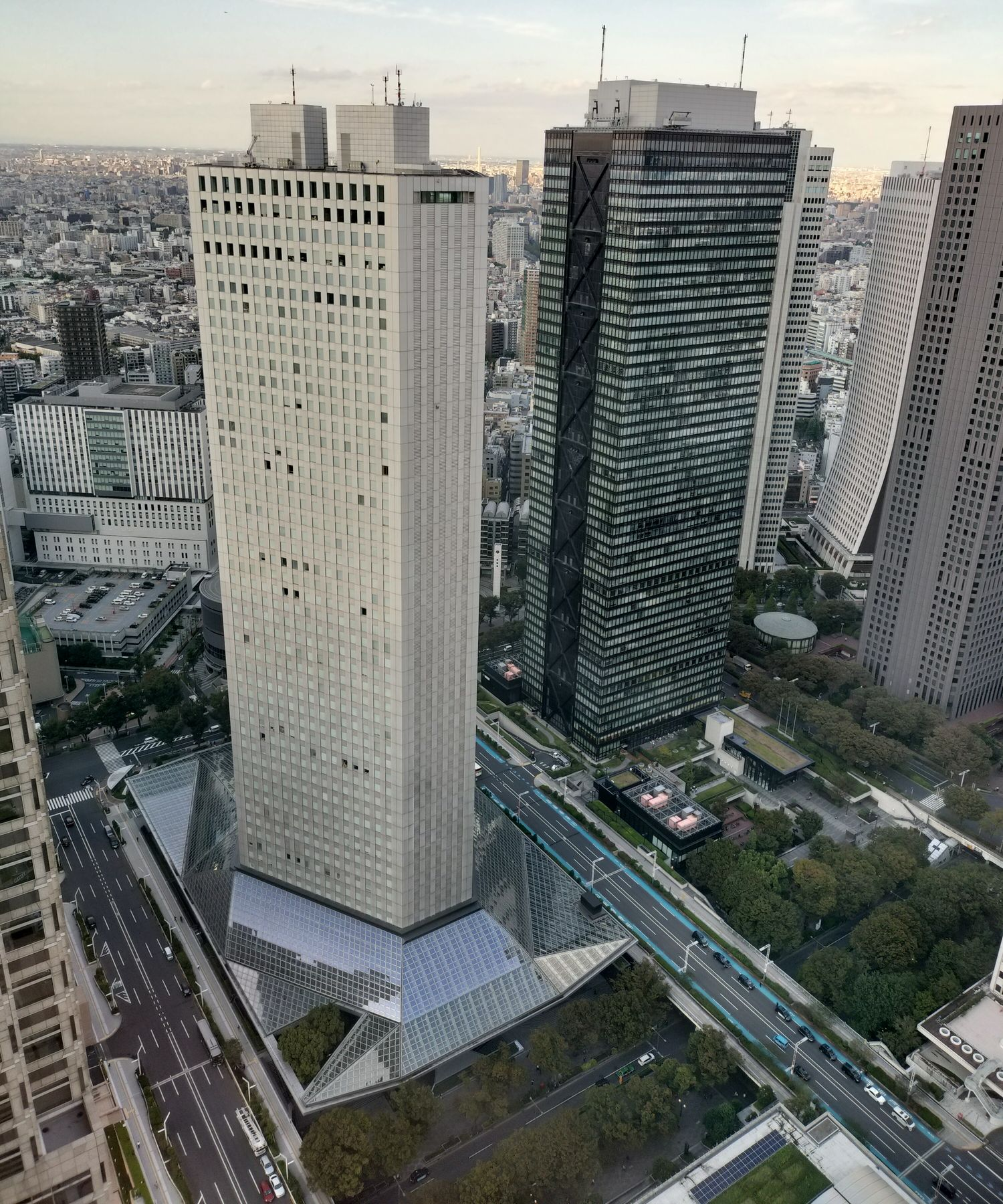
都庁展望室から望む。ビルの周りがアトリウムとなっている。
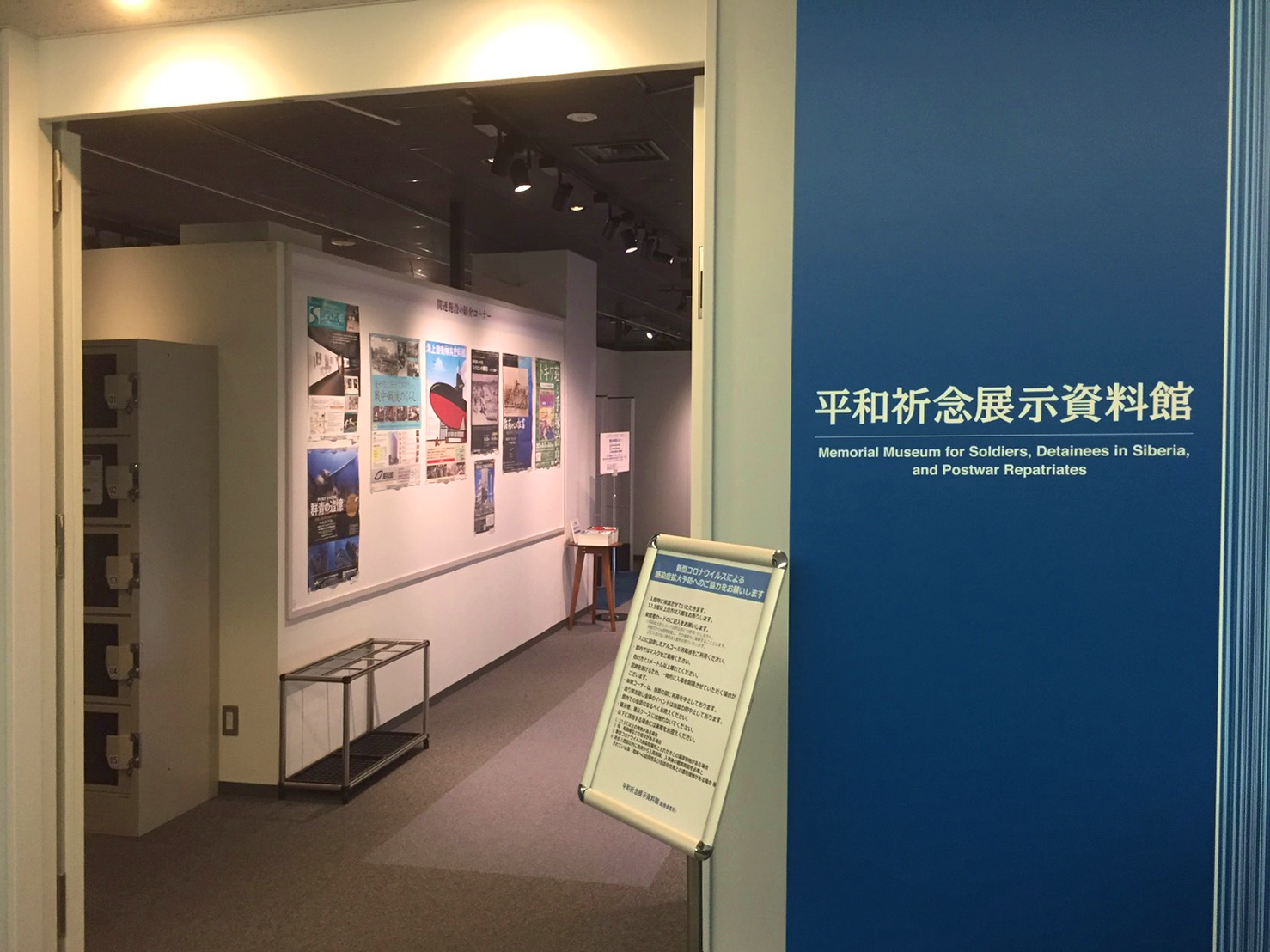
33階の平和祈念展示資料館
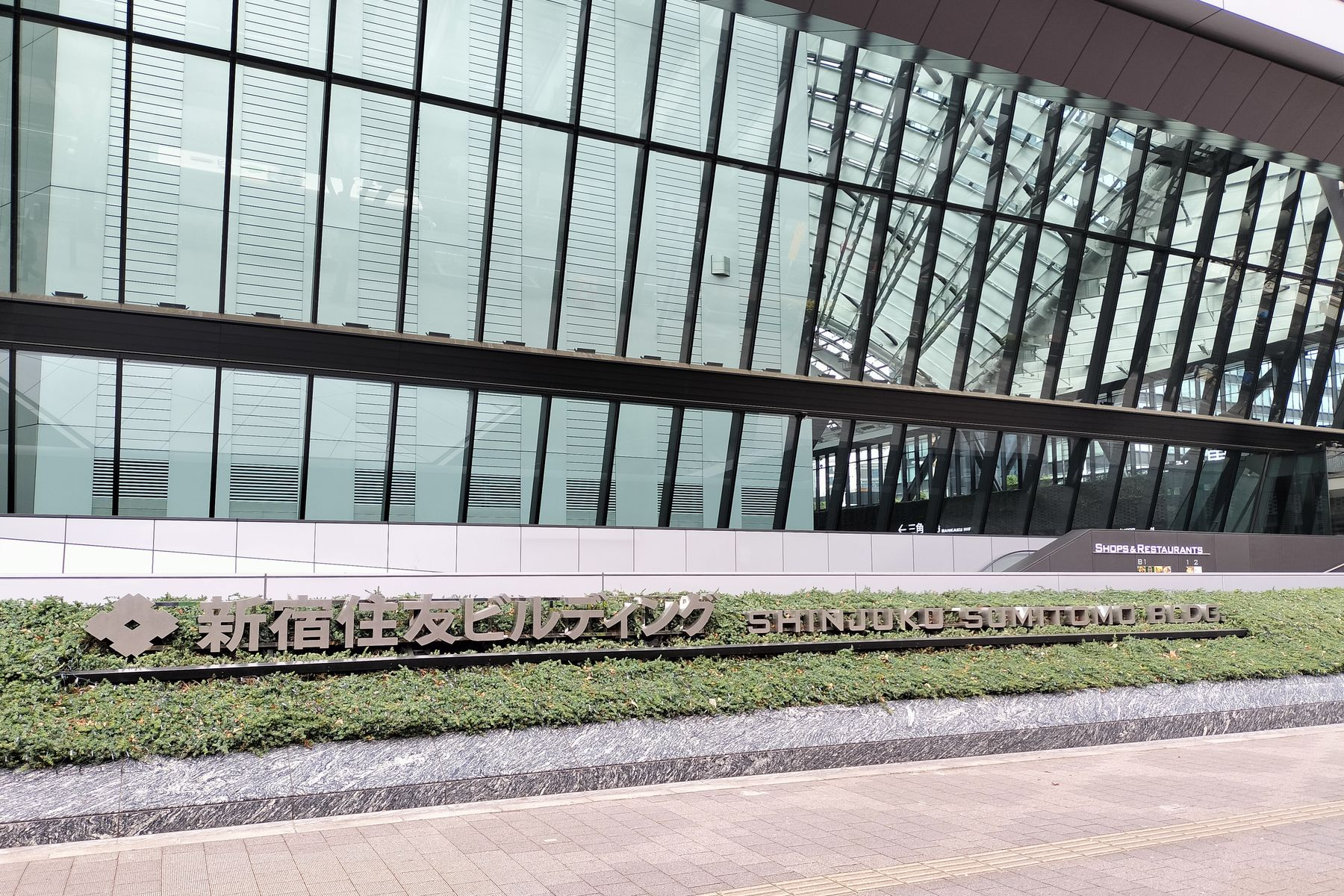
ビル名表示（南側の歩道）
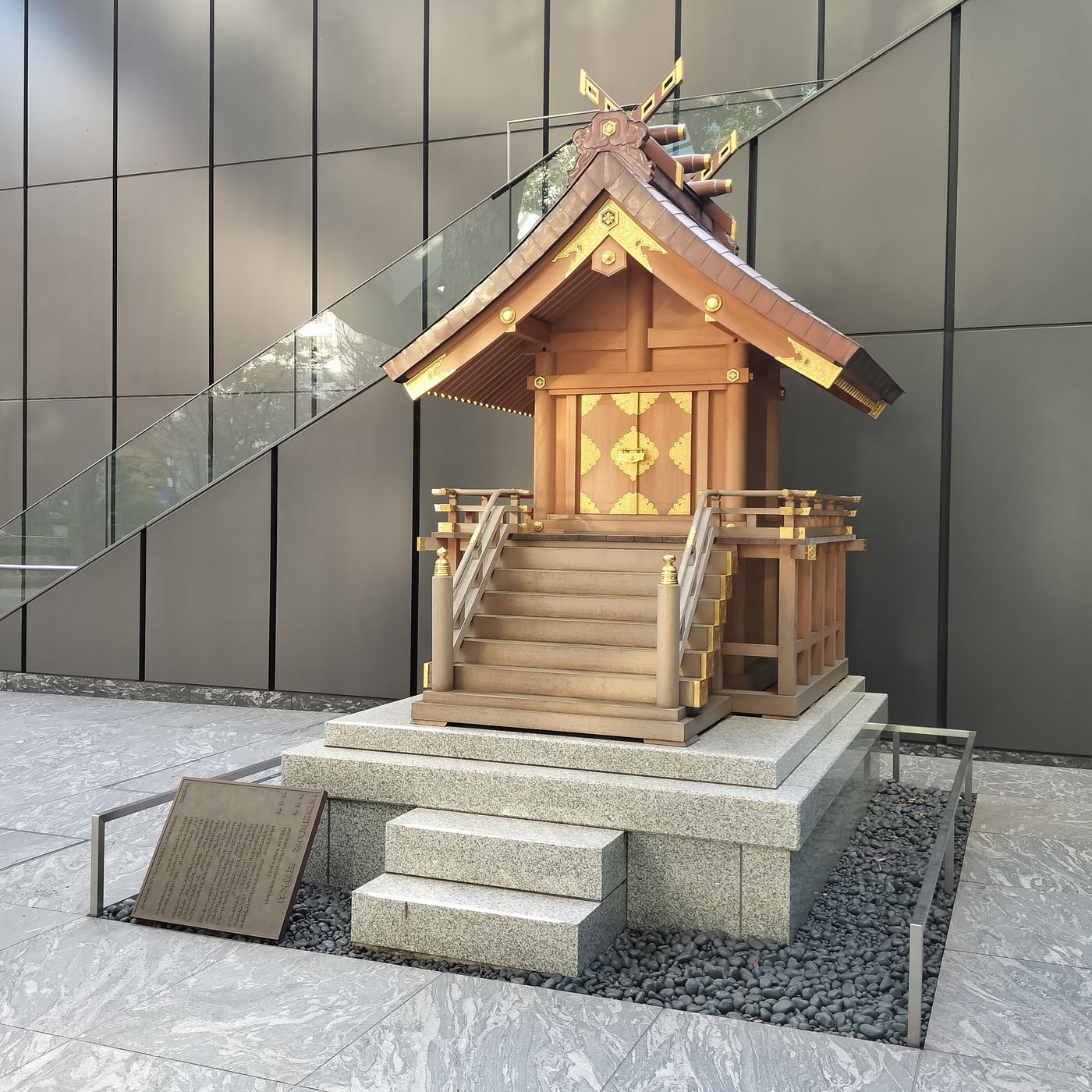
新宿住友ビル出雲大社（南西付近）